# Куклибег
Куклибег (алб. Kuklibeg) је насељено место у општини Призрен, на Косову и Метохији. Према попису становништва из 2011. у насељу је живело 852 становника.

## Становништво
Према попису из 2011. године, Куклибег има следећи етнички састав становништва:
| Националност | 2011.        |
| Албанци      | 851 (99,88%) |
| недоступно   | 1 (0,12%)    |
| Укупно       | 852          |

| Демографија | Демографија | Демографија |
| Година      | Становника  | Становника  |
| ----------- | ----------- | ----------- |
| 1948.       | 408         |             |
| 1953.       | 383         |             |
| 1961.       | 409         |             |
| 1971.       | 516         |             |
| 1981.       | 658         |             |
| 1991.       | 916         |             |
| 2011.       | 852         |             |